# کوه آرباناشکا
کوه آرباناشکا (به صربی: Arbanaška Mountain) یک کوه در صربستان است که در Southern Serbia واقع شده‌است. کوه آرباناشکا ۱٬۱۲۸ متر بالاتر از سطح دریا واقع شده‌است.